# 셋쓰시
셋쓰시(일본어: 摂津市 셋쓰시[*])는 일본 오사카부 중북부에 있는 시이다.
오사카시 북동단에 인접해 있고 오사카 도심에서 10km 권내에 있다. 도카이도 신칸센의 도리카이 기지, 스이타 정차장 철거지, 한큐 전철 쇼자쿠 공장이 있다.

## 지리
오사카부 중북부에 위치한다. 호쿠세쓰 7시 중 하나이다. 모양은 쐐기형으로 면적 14.87km2의 좁은 시이다. 시의 북단에는 한큐 교토 본선, 도카이도 본선(JR 교토선)이 동서로, 중앙부에는 오사카 모노레일 본선이 남북으로 지난다.
시의 남단에는 요도강이 북동쪽에서 서쪽으로 흐르고 서단의 오사카시와의 경계에서 간자키강이 갈라진다. 또 중앙부에는 동서로 아이강이 흐르고 북쪽의 센리 구릉에서 흘러 온 다이쇼강, 야마다강, 쇼자쿠강과 합류한다.

### 인접한 자치체
- 오사카시(히가시요도가와구), 스이타시, 이바라키시, 다카쓰키시, 네야가와시, 모리구치시

## 역사
- 1889년 4월 1일 - 정촌제 시행과 함께 마시타촌, 미야케촌, 아지후촌, 도리카이촌이 탄생하였다.
- 1896년 4월 1일 - 미시마군이 성립하였다.
- 1954년 4월 1일 - 마시타촌이 정으로 승격해 미시마군 마시타정이 되었다.
- 1956년 9월 30일 - 마시타정, 아지후촌, 도리카이촌이 합병해 미시마군 미시마정이 탄생하였다.
- 1966년 11월 1일 - 미시마정이 시로 승격, 개칭해 셋쓰시가 되었다.

## 교통

### 철도
- 서일본 여객철도 도카이도 본선(JR 교토선)
- 한큐 전철 교토 본선
- 오사카 고속철도 오사카 모노레일 본선

### 고속도로
- 긴키 자동차도

### 일반도로
시내를 관통하는 국도는 없고, 오사카부도 노선은 있다.
부도 (府道)
- 오사카부도 제16호선
- 오사카부도 제19호선

## 인구
| 연도 | 인구   | ±%      |
| ---- | ------ | ------- |
| 1960 | 24,360 | —       |
| 1970 | 60,116 | +146.8% |
| 1980 | 80,684 | +34.2%  |
| 1990 | 87,453 | +8.4%   |
| 2000 | 85,065 | −2.7%   |
| 2010 | 83,696 | −1.6%   |